# Ostsibirische Schwertlilie
Die Ostsibirische Schwertlilie (Iris sanguinea) ist eine Pflanzenart aus der Gattung der Schwertlilien (Iris) innerhalb der Familie der Schwertliliengewächse (Iridaceae). Sie bildet mit Iris sibirica Hybriden.

## Merkmale
Die Ostsibirische Schwertlilie ist eine ausdauernde Pflanze, die einen Rhizomhorst ausbildet und Wuchshöhen von 50 bis 80 Zentimeter erreicht. Die Blätter sind 6 bis 8 Millimeter breit. Die 2 bis 3 Blüten sind marmoriert, blau und haben einen Durchmesser von 7 bis 9 Zentimeter. Die Domblätter messen 5 × 1,8 Zentimeter und sind spatelförmig, aufrecht und blau. Die Hängeblätter messen 6 × 3 Zentimeter. Ihre Platte ist beinahe rund und weist am Grund meist weiße Linien auf. Der Nagel misst 3 × 1 Zentimeter und ist gelb gefärbt mit braunen Adern.
Die Blütezeit reicht von Mai bis Juni.
Die Chromosomenzahl beträgt 2n = 28.

## Vorkommen
Die Ostsibirische Schwertlilie kommt in Ost-Sibirien, Fernost, Korea, Japan, Nordost-China und der Nordost-Mongolei vor. Sie wächst auf Uferwiesen, Steppenwiesen und an Sumpfrändern.

## Systematik
Man kann vier Varietäten unterscheiden:
- Iris sanguinea var. sanguinea: Sie kommt vom südlichen Sibirien bis Japan vor.[2]
- Iris sanguinea var. tobataensis S.Akiyama & Iwashina: Sie kam früher auf der Insel Kyushu vor.[2]
- Iris sanguinea var. violacea Makino: Sie kommt in Korea vor.[2]
- Iris sanguinea var. yixingensis Y.T.Zhao: Sie kommt im südlichen China in Jiangsu vor.[2]

## Nutzung
Die Ostsibirische Schwertlilie wird verbreitet als Zierpflanze für Gewässerufer, Rabatten und Staudenbeete genutzt. Sie ist seit spätestens 1792 in Kultur. Es gibt einige Sorten, beispielsweise 'Snow Queen' mit weißen Blüten.